# Villers-Brûlin
Villers-Brûlin es una comuna francesa situada en el departamento de Paso de Calais, en la región de Alta Francia.

## Demografía
| 298 | 289 | 270 | 278 | 315 | 300 | 364 |
| Para los censos de 1962 a 1999 la población legal corresponde a la población sin duplicidades (Fuente: INSEE [Consultar]) |     |     |     |     |     |     |